# Gradište (Vukovar-Syrmie)
Pour les articles homonymes, voir Gradište.
Gradište est un village et une municipalité située dans le comitat de Vukovar-Syrmie, en Croatie. Au recensement de 2001, la municipalité comptait 3 382 habitants, dont 98,40 % de Croates ; en 2001, la municipalité et le village étaient confondus.

## Localités
La municipalité de Gradište ne compte qu'une seule localité, le village éponyme de Gradište.